# Myristica
Genre
Myristica est un genre de plantes à fleurs de la famille des Myristicaceae.
L’espèce la plus importante sur le plan économique est Myristica fragrans, le muscadier qui produit la noix de muscade.

## Liste d'espèces
Selon Catalogue of Life (18 septembre 2020) :
- Myristica acsmithii W. J. J. O. de Wilde
- Myristica agusanensis Elmer
- Myristica alba W. J. J. O. de Wilde
- Myristica andamanica Hook. fil.
- Myristica archboldiana A. C. Sm.
- Myristica arfakensis W. J. J. O. de Wilde
- Myristica argentea Warb.
- Myristica atrescens W. J. J. O. de Wilde
- Myristica atrocorticata W. J. J. O. de Wilde
- Myristica basilanica W. J. J. O. de Wilde
- Myristica beccarii Warb.
- Myristica beddomei King
- Myristica bialata Warb.
- Myristica bifurcata (Sinclair) W. J. J. O. de Wilde
- Myristica bombycina King ex Hook. fil.
- Myristica borneensis Warb.
- Myristica brachypoda W. J. J. O. de Wilde
- Myristica brassii A. C. Sm.
- Myristica brevistipes W. J. J. O. de Wilde
- Myristica buchneriana Warb.
- Myristica byssacea W. J. J. O. de Wilde
- Myristica cagayanensis Merr.
- Myristica carrii J. Sinclair
- Myristica castaneifolia A. Gray
- Myristica cerifera A. C. Sm.
- Myristica ceylanica A. DC.
- Myristica chartacea Gillespie
- Myristica chrysophylla J. Sinclair
- Myristica cinnamomea King
- Myristica clemensii A. C. Sm.
- Myristica coacta W. J. J. O. de Wilde
- Myristica colinridsdalei W. J. J. O. de Wilde
- Myristica concinna J. Sinclair
- Myristica conspersa W. J. J. O. de Wilde
- Myristica cornutiflora J. Sinclair
- Myristica corticata W. J. J. O. de Wilde
- Myristica crassa King
- Myristica crassipes Warb.
- Myristica cucullata Markgraf
- Myristica cumingii Warb.
- Myristica cylindrocarpa J. Sinclair
- Myristica dactyloides Gaertn.
- Myristica dasycarpa W. J. J. O. de Wilde
- Myristica depressa W. J. de Wilde
- Myristica devogelii W. J. de Wilde
- Myristica duplopunctata W. J. J. O. de Wilde
- Myristica duthiei King. ex Hook. fil.
- Myristica elliptica Wall. ex Hook. fil. & Thoms.
- Myristica ensifolia J. Sinclair
- Myristica extensa W. J. de Wilde
- Myristica fallax Warb.
- Myristica fasciculata W. J. J. O. de Wilde
- Myristica fatua Houtt.
- Myristica filipes W. J. J. O. de Wilde
- Myristica firmipes J. Sinclair
- Myristica fissiflora W. J. J. O. de Wilde
- Myristica fissurata W. J. J. O. de Wilde
- Myristica flavovirens W. J. J. O. de Wilde
- Myristica flosculosa J. Sinclair
- Myristica fragrans Houtt.
- Myristica frugifera W. J. de Wilde
- Myristica fugax W. J. J. O. de Wilde
- Myristica fusca Markgraf
- Myristica fusiformis W. J. J. O. de Wilde
- Myristica gamblei King ex Hook. fil.
- Myristica garciniifolia Warb.
- Myristica gibbosa Hook. fil. & Thoms.
- Myristica gigantea King
- Myristica gillespieana A. C. Sm.
- Myristica globosa Warb.
- Myristica gracilipes J. Sinclair
- Myristica grandifolia A. DC.
- Myristica guadalcanalensis W. J. J. O. de Wilde
- Myristica guatteriifolia A. DC.
- Myristica guillauminiana A. C. Sm.
- Myristica hollrungii Warb.
- Myristica hooglandii J. Sinclair
- Myristica hypargyraea A. Gray
- Myristica impressa Warb.
- Myristica impressinervia J. Sinclair
- Myristica inaequalis W. J. J. O. de Wilde
- Myristica incredibilis W. J. J. O. de Wilde
- Myristica iners Bl.
- Myristica ingens (Foreman) W. J. J. O. de Wilde
- Myristica ingrata W. J. J. O. de Wilde
- Myristica inopinata J. Sinclair
- Myristica insipida R. Br.
- Myristica inundata W. J. J. O. de Wilde
- Myristica inutilis Rich ex A. Gray
- Myristica johnsii W. J. J. O. de Wilde
- Myristica kajewskii A. C. Sm.
- Myristica kalkmanii W. J. J. O. de Wilde
- Myristica kjellbergii W. J. de Wilde
- Myristica koordersii Warb.
- Myristica laevifolia W. J. J. O. de Wilde
- Myristica laevis W. J. de Wilde
- Myristica lancifolia Poir.
- Myristica lasiocarpa W. J. J. O. de Wilde
- Myristica lepidota Bl.
- Myristica leptophylla W. J. J. O. de Wilde
- Myristica longipes Warb.
- Myristica longipetiolata W. J. de Wilde
- Myristica lowiana King
- Myristica macrantha A. C. Sm.
- Myristica maingayi Hook. fil.
- Myristica malabarica Lam.
- Myristica malaccensis Hook. fil.
- Myristica markgraviana A. C. Sm.
- Myristica maxima Warb.
- Myristica mediovibex W. J. J. O. de Wilde
- Myristica mediterranea W. J. J. O. de Wilde
- Myristica millepunctata W. J. J. O. de Wilde
- Myristica mindanaensis Warb.
- Myristica nana W. J. J. O. de Wilde
- Myristica neglecta Warb.
- Myristica nivea Merr.
- Myristica olivacea W. J. J. O. de Wilde
- Myristica ornata W. J. J. O. de Wilde
- Myristica ovicarpa W. J. J. O. de Wilde
- Myristica pachycarpidia W. J. J. O. de Wilde
- Myristica pachyphylla A. C. Sm.
- Myristica papillatifolia W. J. J. O. de Wilde
- Myristica papyracea J. Sinclair
- Myristica pedicellata J. Sinclair
- Myristica perlaevis W. J. de Wilde
- Myristica petiolata A. C. Sm.
- Myristica philippensis Lam.
- Myristica pilosella W. J. J. O. de Wilde
- Myristica pilosigemma W. J. de Wilde
- Myristica psilocarpa W. J. J. O. de Wilde
- Myristica pubicarpa W. J. J. O. de Wilde
- Myristica pumila W. J. J. O. de Wilde
- Myristica pygmaea W. J. J. O. de Wilde
- Myristica quercicarpa (J. Sinclair) W. J. J. O. de Wilde
- Myristica robusta W. J. J. O. de Wilde
- Myristica rosselensis J. Sinclair
- Myristica rubrinervis W. J. de Wilde
- Myristica rumphii (Bl.) Kosterm.
- Myristica sangowoensis (Sinclair) W. J. J. O. de Wilde
- Myristica sarcantha W. J. de Wilde
- Myristica schlechteri W. J. J. O. de Wilde
- Myristica schleinitzii Engl.
- Myristica scripta W. J. J. O. de Wilde
- Myristica simiarum A. DC.
- Myristica simulans W. J. J. O. de Wilde
- Myristica sinclairii W. J. J. O. de Wilde
- Myristica smythiesii J. Sinclair
- Myristica sogeriensis W. J. J. O. de Wilde
- Myristica sphaerosperma A. C. Sm.
- Myristica subalulata Miq.
- Myristica subcordata Bl.
- Myristica succedanea Bl.
- Myristica sulcata Warb.
- Myristica sumbawana Warb.
- Myristica tamrauensis W. J. J. O. de Wilde
- Myristica teijsmannii Miq.
- Myristica tenuivenia J. Sinclair
- Myristica trianthera W. J. J. O. de Wilde
- Myristica tristis Warb.
- Myristica tubiflora Bl.
- Myristica ultrabasica W. J. J. O. de Wilde
- Myristica umbellata Elmer
- Myristica umbrosa J. Sinclair
- Myristica uncinata J. Sinclair
- Myristica undulatifolia J. Sinclair
- Myristica velutina Markgraf
- Myristica verruculosa W. J. J. O. de Wilde
- Myristica villosa Warb.
- Myristica vinkeana W. J. J. O. de Wilde
- Myristica warburgii K. Schum.
- Myristica wenzelii Merr.
- Myristica womersleyi J. Sinclair
- Myristica wyatt-smithii Airy Shaw
- Myristica xylocarpa W. J. J. O. de Wilde
- Myristica yunnanensis Y. H. Li

Selon Plants of the World online (POWO) (18 septembre 2020) et World Checklist of Vascular Plants (WCVP) (18 septembre 2020) :
- Myristica acsmithii W.J.de Wilde
- Myristica agusanensis Elmer
- Myristica alba W.J.de Wilde
- Myristica andamanica Hook.f.
- Myristica archboldiana A.C.Sm.
- Myristica arfakensis W.J.de Wilde
- Myristica argentea Warb.
- Myristica atrescens W.J.de Wilde
- Myristica atrocorticata W.J.de Wilde
- Myristica basilanica W.J.de Wilde
- Myristica beccarii Warb.
- Myristica beddomei King
- Myristica bialata Warb.
- Myristica bifurcata (J.Sinclair) W.J.de Wilde
- Myristica bombycina King ex Hook.f.
- Myristica borneensis Warb.
- Myristica brachypoda W.J.de Wilde
- Myristica brassii A.C.Sm.
- Myristica brevistipes W.J.de Wilde
- Myristica buchneriana Warb.
- Myristica byssacea W.J.de Wilde
- Myristica cagayanensis Merr.
- Myristica carrii J.Sinclair
- Myristica castaneifolia A.Gray
- Myristica cerifera A.C.Sm.
- Myristica ceylanica A.DC.
- Myristica chartacea Gillespie
- Myristica chrysophylla J.Sinclair
- Myristica cinnamomea King
- Myristica clemensii A.C.Sm.
- Myristica coacta W.J.de Wilde
- Myristica colinridsdalei W.J.de Wilde
- Myristica concinna J.Sinclair
- Myristica conspersa W.J.de Wilde
- Myristica cornutiflora J.Sinclair
- Myristica corticata W.J.de Wilde
- Myristica crassa King
- Myristica crassipes Warb.
- Myristica cucullata Markgr.
- Myristica cumingii Warb.
- Myristica cylindrocarpa J.Sinclair
- Myristica dactyloides Gaertn.
- Myristica dasycarpa W.J.de Wilde
- Myristica depressa W.J.de Wilde
- Myristica devogelii W.J.de Wilde
- Myristica duplopunctata W.J.de Wilde
- Myristica duthiei King ex Hook.f.
- Myristica elliptica Wall. ex Hook.f. & Thomson
- Myristica ensifolia J.Sinclair
- Myristica extensa W.J.de Wilde
- Myristica fallax Warb.
- Myristica faroensis Hemsl.
- Myristica fasciculata W.J.de Wilde
- Myristica fatua Houtt.
- Myristica filipes W.J.de Wilde
- Myristica firmipes J.Sinclair
- Myristica fissiflora W.J.de Wilde
- Myristica fissurata W.J.de Wilde
- Myristica flavovirens W.J.de Wilde
- Myristica flosculosa J.Sinclair
- Myristica fragrans Houtt.
- Myristica frugifera W.J.de Wilde
- Myristica fugax W.J.de Wilde
- Myristica fusca Markgr.
- Myristica fusiformis W.J.de Wilde
- Myristica gamblei King ex Hook.f.
- Myristica garciniifolia Warb.
- Myristica gigantea King
- Myristica gillespieana A.C.Sm.
- Myristica globosa Warb.
- Myristica gracilipes J.Sinclair
- Myristica grandifolia A.DC.
- Myristica guadalcanalensis W.J.de Wilde
- Myristica guatteriifolia A.DC.
- Myristica guillauminiana A.C.Sm.
- Myristica hollrungii Warb.
- Myristica hooglandii J.Sinclair
- Myristica hypargyraea A.Gray
- Myristica impressa Warb.
- Myristica impressinervia J.Sinclair
- Myristica inaequalis W.J.de Wilde
- Myristica incredibilis W.J.de Wilde
- Myristica iners Blume
- Myristica ingens (Foreman) W.J.de Wilde
- Myristica ingrata W.J.de Wilde
- Myristica inopinata J.Sinclair
- Myristica insipida R.Br.
- Myristica inundata W.J.de Wilde
- Myristica inutilis Rich. ex A.Gray
- Myristica johnsii W.J.de Wilde
- Myristica kajewskii A.C.Sm.
- Myristica kalkmanii W.J.de Wilde
- Myristica kjellbergii W.J.de Wilde
- Myristica koordersii Warb.
- Myristica laevifolia W.J.de Wilde
- Myristica laevis W.J.de Wilde
- Myristica lancifolia Poir.
- Myristica lasiocarpa W.J.de Wilde
- Myristica lepidota Blume
- Myristica leptophylla W.J.de Wilde
- Myristica longepetiolata W.J.de Wilde
- Myristica longipes Warb.
- Myristica lowiana King
- Myristica macrantha A.C.Sm.
- Myristica magnifica Bedd.
- Myristica maingayi Hook.f.
- Myristica malabarica Lam.
- Myristica malaccensis Hook.f.
- Myristica markgraviana A.C.Sm.
- Myristica maxima Warb.
- Myristica mediovibex W.J.de Wilde
- Myristica mediterranea W.J.de Wilde
- Myristica millepunctata W.J.de Wilde
- Myristica mindanaensis Warb.
- Myristica nana W.J.de Wilde
- Myristica neglecta Warb.
- Myristica nivea Merr.
- Myristica olivacea W.J.de Wilde
- Myristica ornata W.J.de Wilde
- Myristica ovicarpa W.J.de Wilde
- Myristica pachycarpidia W.J.de Wilde
- Myristica pachyphylla A.C.Sm.
- Myristica papillatifolia W.J.de Wilde
- Myristica papyracea J.Sinclair
- Myristica pedicellata J.Sinclair
- Myristica perlaevis W.J.de Wilde
- Myristica petiolata A.C.Sm.
- Myristica philippensis Lam.
- Myristica pilosella W.J.de Wilde
- Myristica pilosigemma W.J.de Wilde
- Myristica psilocarpa W.J.de Wilde
- Myristica pubicarpa W.J.de Wilde
- Myristica pumila W.J.de Wilde
- Myristica pygmaea W.J.de Wilde
- Myristica quercicarpa (J.Sinclair) W.J.de Wilde
- Myristica robusta W.J.de Wilde
- Myristica rosselensis J.Sinclair
- Myristica rubrinervis W.J.de Wilde
- Myristica rumphii (Blume) Kosterm.
- Myristica sangowoensis (J.Sinclair) W.J.de Wilde
- Myristica sarcantha W.J.de Wilde
- Myristica schlechteri W.J.de Wilde
- Myristica schleinitzii Engl.
- Myristica scripta W.J.de Wilde
- Myristica simiarum A.DC.
- Myristica simulans W.J.de Wilde
- Myristica sinclairii W.J.de Wilde
- Myristica smythiesii J.Sinclair
- Myristica sogeriensis W.J.de Wilde
- Myristica sphaerosperma A.C.Sm.
- Myristica subalulata Miq.
- Myristica subcordata Blume
- Myristica succedanea Blume
- Myristica sulcata Warb.
- Myristica sumbavana Warb.
- Myristica tamrauensis W.J.de Wilde
- Myristica tenuivenia J.Sinclair
- Myristica teysmannii Miq.
- Myristica trianthera W.J.de Wilde
- Myristica tristis Warb.
- Myristica tubiflora Blume
- Myristica ultrabasica W.J.de Wilde
- Myristica umbrosa J.Sinclair
- Myristica uncinata J.Sinclair
- Myristica undulatifolia J.Sinclair
- Myristica velutina Markgr.
- Myristica verruculosa W.J.de Wilde
- Myristica villosa Warb.
- Myristica vinkeana W.J.de Wilde
- Myristica warburgii K.Schum.
- Myristica wenzelii Merr.
- Myristica womersleyi J.Sinclair
- Myristica wyatt-smithii Airy Shaw
- Myristica xylocarpa W.J.de Wilde
- Myristica yunnanensis Y.H.Li

Selon Tropicos (18 septembre 2020) (Attention liste brute contenant possiblement des synonymes) :
- Myristica acsmithii W.J. de Wilde
- Myristica acuminata Lam.
- Myristica agusanensis Elmer
- Myristica ampliata W.J. de Wilde
- Myristica amygdalina Wall. ex Hook. f. & Thomson
- Myristica andamanica Hook. f.
- Myristica angolensis Welw.
- Myristica angustifolia Lam.
- Myristica ardisiaefolia A. DC.
- Myristica arfakensis W.J. de Wilde
- Myristica argentea Warb.
- Myristica aromatica Lam.
- Myristica atrescens W.J. de Wilde
- Myristica atrocorticata W.J. de Wilde
- Myristica attenuata Wall. ex Hook. f. & Thomson
- Myristica balsamica Poepp. ex Warb.
- Myristica beddomei King
- Myristica bialata W.J. de Wilde
- Myristica bicuhyba Schott ex Spreng.
- Myristica brachypoda W.J. de Wilde
- Myristica bracteata A. DC.
- Myristica brevistipes W.J. de Wilde
- Myristica buchneriana Warb.
- Myristica byssacea W.J. de Wilde
- Myristica cagayanensis Merr.
- Myristica calophylla Spruce
- Myristica canarica Bedd.
- Myristica capitellata A. DC.
- Myristica carinata Benth.
- Myristica ceylanica A. DC.
- Myristica chalmersii Warb.
- Myristica chapelieri Baill.
- Myristica cinerea Poir.
- Myristica clarkeana King
- Myristica coacta W.J. de Wilde
- Myristica conferta King
- Myristica conspersa W.J. de Wilde
- Myristica contorta Warb.
- Myristica cordifolia Mart. ex A. DC.
- Myristica corticosa (Lour.) Hook. f. & Thomson
- Myristica cumingii Warb.
- Myristica cuspidata Spruce ex Benth.
- Myristica dactyloides Gaertn.
- Myristica debilis Spruce ex A. DC.
- Myristica diospyrifolia A. DC.
- Myristica discolor Merr.
- Myristica duplopunctata W.J. de Wilde
- Myristica elongata Benth.
- Myristica erratica Hook. f. & Thomson
- Myristica farquhariana Wall. ex Hook. f. & Thomson
- Myristica fasciculata W.J. de Wilde
- Myristica fatua Houtt.
- Myristica filipes W.J. de Wilde
- Myristica fissiflora W.J. de Wilde
- Myristica flavovirens W.J. de Wilde
- Myristica fragrans Houtt.
- Myristica fugax W.J. de Wilde
- Myristica fulva King
- Myristica furfuracea Hook. f. & Thomson
- Myristica fusiformis W.J. de Wilde
- Myristica gardneri A. DC.
- Myristica gibbosa Hook. f. & Thomson
- Myristica glabra Reinw. ex Blume
- Myristica glauca Blume
- Myristica glaucescens Hook. f. & Thomson
- Myristica globularia Lam.
- Myristica glomerata (Blanco) Kudô & Masam.
- Myristica gordoniifolia A. DC.
- Myristica gracilis A. DC.
- Myristica guadalcanalensis W.J. de Wilde
- Myristica guatemalensis Hemsl.
- Myristica guatteriaefolia A. DC.
- Myristica heterophylla Hayata
- Myristica hostmannii Benth.
- Myristica incredibilis W.J. de Wilde
- Myristica ingens (Foreman) W.J. de Wilde
- Myristica ingrata W.J. de Wilde
- Myristica insipida R. Br.
- Myristica insularis Kaneh.
- Myristica inundata W.J. de Wilde
- Myristica inutilis A. Gray
- Myristica irya Gaertn.
- Myristica kalkmanii W.J. de Wilde
- Myristica kingii Hook. f.
- Myristica kombo Baill.
- Myristica laevifolia W.J. de Wilde
- Myristica lanceolata Wall.
- Myristica lancifolia Poir.
- Myristica lasiocarpa W.J. de Wilde
- Myristica laurifolia Hook. f. & Thomson
- Myristica lepidota Blume
- Myristica leptophylla W.J. de Wilde
- Myristica linifolia Roxb.
- Myristica lowiana King
- Myristica macrocoma Miq.
- Myristica macrophylla Benth.
- Myristica madagascariensis Lam.
- Myristica magnifica Bedd.
- Myristica maingayi Hook. f.
- Myristica malabarica Lam.
- Myristica mannii Benth. & Hook. f.
- Myristica maxima Warb.
- Myristica mediovibex W.J. de Wilde
- Myristica mediterranea W.J. de Wilde
- Myristica melinonii Benoist
- Myristica membranacea Poepp. ex A. DC.
- Myristica mexicana Hemsl.
- Myristica microcephala Benth. & Hook. f.
- Myristica millepunctata W.J. de Wilde
- Myristica mindanaensis Warb.
- Myristica missionis Wall. ex King
- Myristica mocoa A. DC.
- Myristica mollissima Poepp. ex A. DC.
- Myristica morindiifolia Blume
- Myristica moschata Thunb.
- Myristica mouchio B.C. Stone
- Myristica muelleri Warb.
- Myristica nana W.J. de Wilde
- Myristica nivea Merr.
- Myristica officinalis L. f.
- Myristica oleifera Schott
- Myristica olivacea W.J. de Wilde
- Myristica orinocensis Kunth
- Myristica ornata W.J. de Wilde
- Myristica otoba Bonpl.
- Myristica ovicarpa W.J. de Wilde
- Myristica pachycarpidia W.J. de Wilde
- Myristica palawanensis Merr.
- Myristica panamensis Hemsl.
- Myristica paniculata A. DC.
- Myristica papillatifolia W.J. de Wilde
- Myristica paradoxa Schwacke
- Myristica pavonis A. DC.
- Myristica peruviana A. DC.
- Myristica philippensis A. DC.
- Myristica pilosella W.J. de Wilde
- Myristica platyphylla A.C. Sm.
- Myristica platysperma Spruce ex A. DC.
- Myristica plumeriaefolia Elmer
- Myristica polyantha W.J. de Wilde
- Myristica prainii King
- Myristica procera A.C. Sm.
- Myristica psilocarpa W.J. de Wilde
- Myristica pumila W.J. de Wilde
- Myristica punctata Spruce ex Benth.
- Myristica pygmaea W.J. de Wilde
- Myristica quercicarpa (J. Sinclair) W.J. de Wilde
- Myristica rubrinervis W.J. de Wilde
- Myristica rufula Mart. ex A. DC.
- Myristica rugulosa Spruce
- Myristica rumphii (Blume) Kosterm.
- Myristica sagotiana Benth.
- Myristica sangowoensis (J. Sinclair) W.J. de Wilde
- Myristica schlechteri W.J. de Wilde
- Myristica scripta W.J. de Wilde
- Myristica sebifera (Aubl.) Sw.
- Myristica sepicana Foreman
- Myristica sessilis A. DC.
- Myristica silvestris Wall.
- Myristica simiarum A. DC.
- Myristica simulans W.J. de Wilde
- Myristica sinclairii W.J. de Wilde
- Myristica sogeriensis W.J. de Wilde
- Myristica sphaerula Hook. f.
- Myristica spicata Roxb.
- Myristica sprucei A. DC.
- Myristica subalulata Miq.
- Myristica subsessilis Benth.
- Myristica surinamensis Rol. ex Rottb.
- Myristica sylvestris Houtt.
- Myristica tamrauensis W.J. de Wilde
- Myristica theiodora Spruce ex Benth.
- Myristica tingens Blume
- Myristica tomentella (Miq.) Boerl.
- Myristica tomentosa Thunb.
- Myristica trianthera W.J. de Wilde
- Myristica tristis W.J. de Wilde
- Myristica tuberculata K. Schum.
- Myristica uaupensis Spruce ex A. DC.
- Myristica umbellata Elmer
- Myristica velutina Markgr.
- Myristica venosa Benth.
- Myristica vinkeana W.J. de Wilde
- Myristica virola Raeusch.
- Myristica voury Baill.
- Myristica wenzelii Merr.
- Myristica xylocarpa W.J. de Wilde
- Myristica yunnanensis Y.H. Li
- Myristica zeylanica A. DC.
- Myristica zippeliana Miq.